# Kruis der Karolingen

Kruis der Karolingen

Het Kruis der Karolingen, of triquetrakruis, is een christelijk kruis opgebouwd uit triquetra's. Dit kruis wordt in het bijzonder geassocieerd met de dynastie van Karel de Grote., bekend als de Karolingen